# Stenoptilia bipunctidactyla
Stenoptilia pterodactyla là một loài bướm đêm thuộc họ Pterophoroidea. Nó được tìm thấy ở châu Âu và Anatolia.
Sải cánh dài 17–25 mm. Con trưởng thành bay từ tháng 3 đến tháng 10 tùy theo địa điểm.
Ấu trùng ăn các loài Succisa pratensis, Linaria vulgaris, Weasel's snout và Knautia.

## Hình ảnh

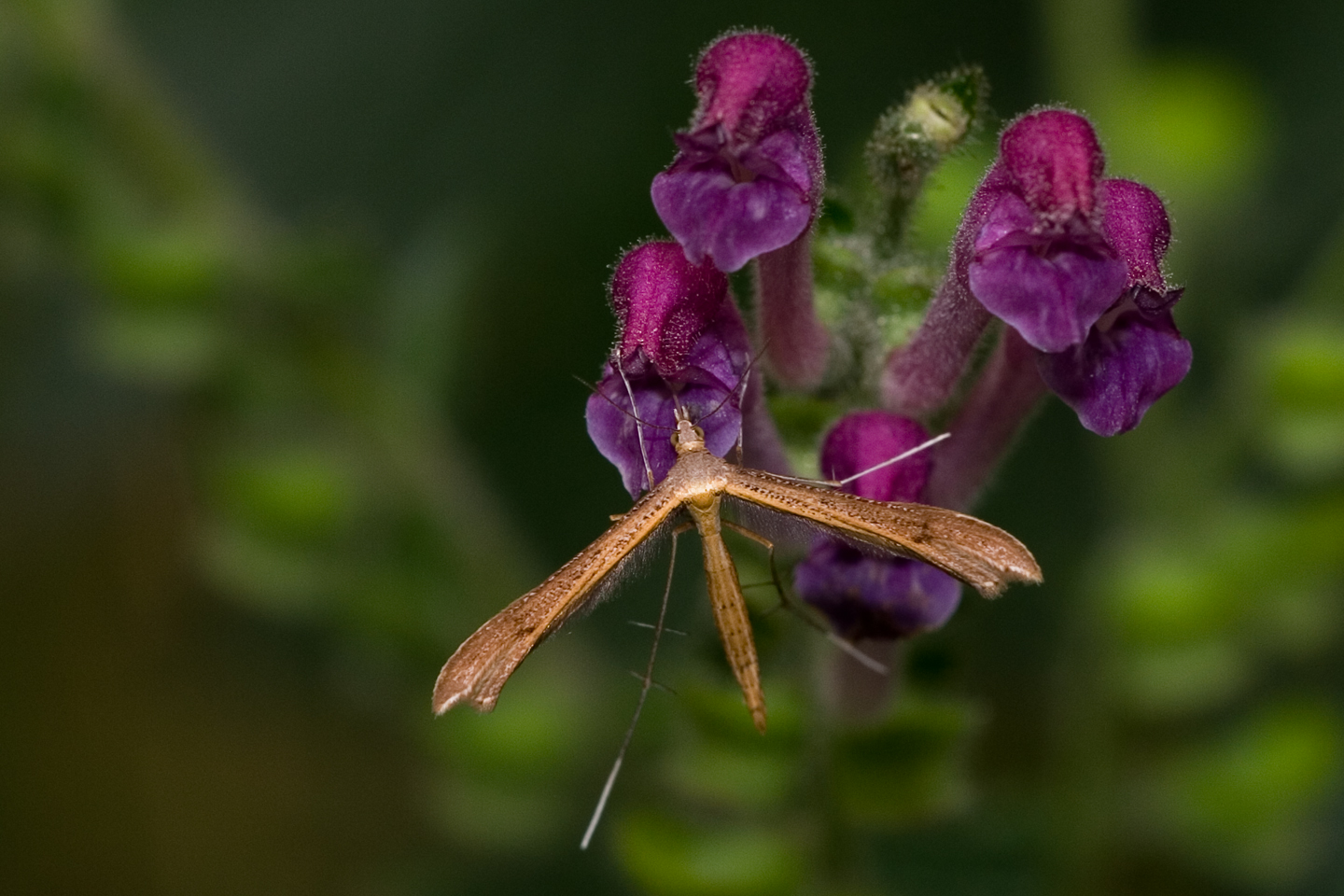
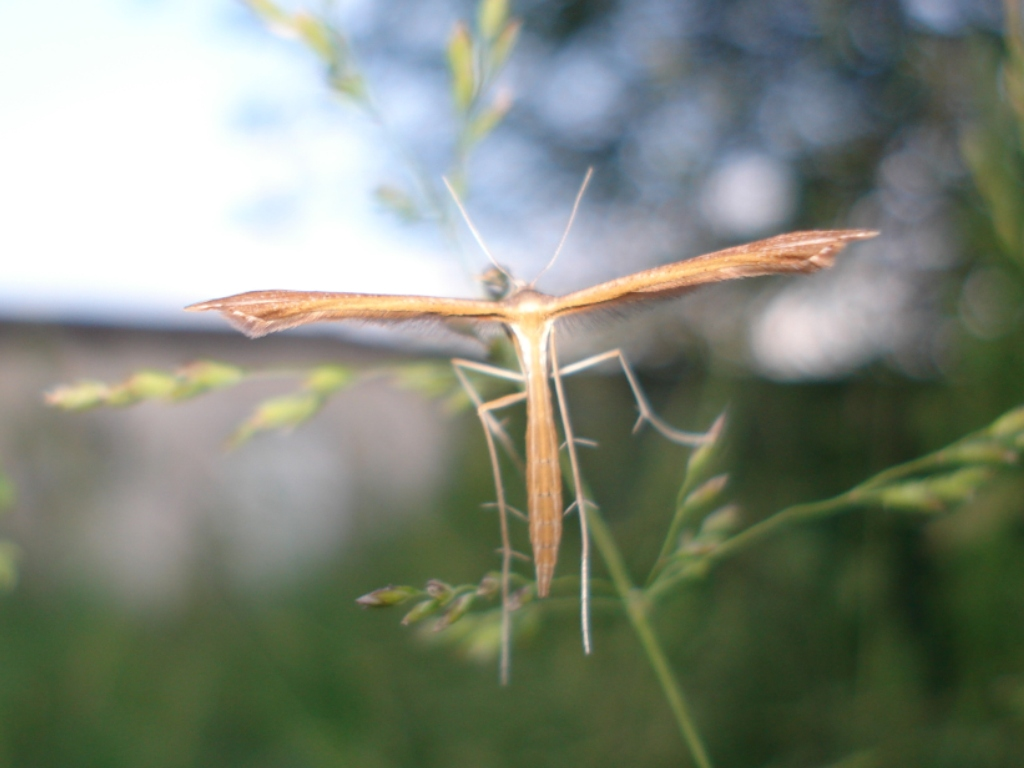
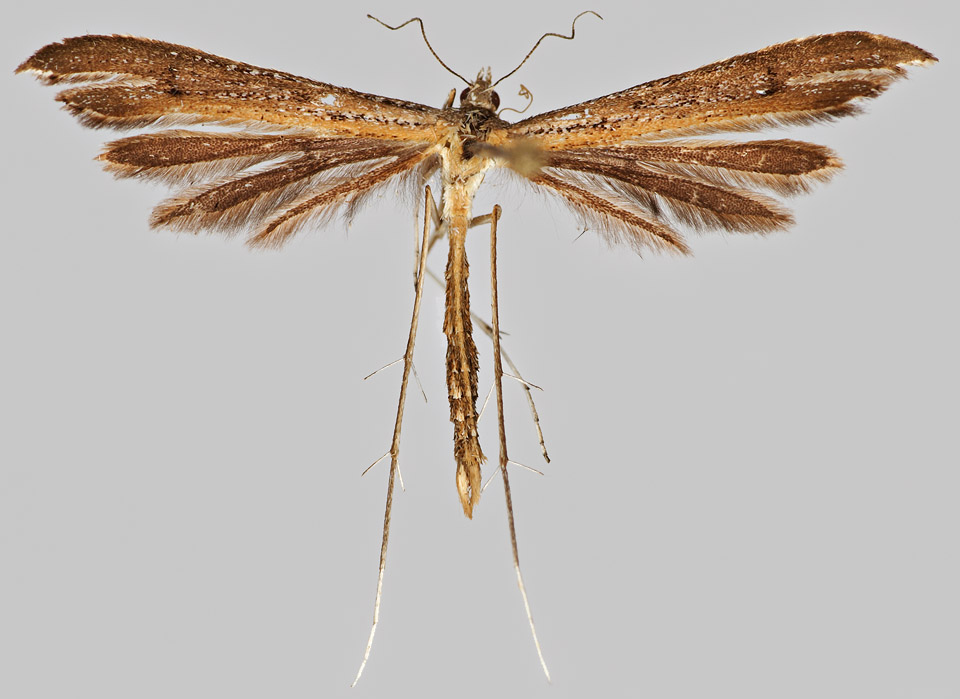
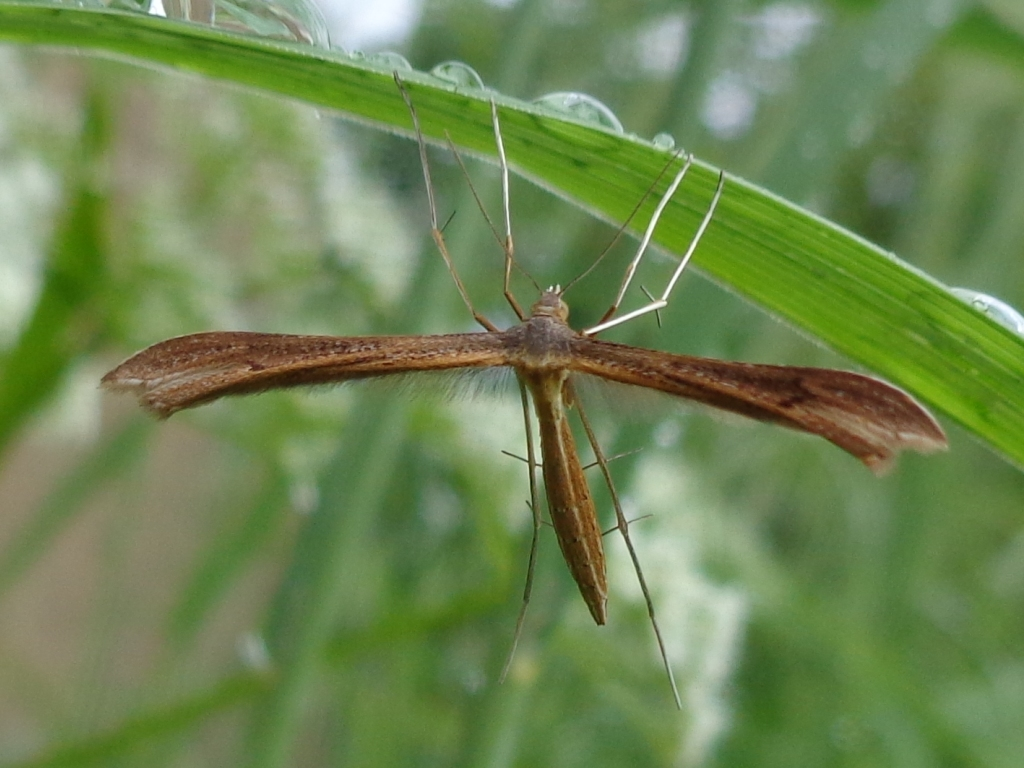